# Margaret Elphinstone
Margaret Elphinstone (ur. 1948 Kent, Anglia) – szkocka powieściopisarka.

## Życiorys
Margaret Elphinstone urodziła się w hrabstwie Kent. Ukończyła londyński Queen's College oraz Durham University. W latach 1990–2008 wykładała pisarstwo na wydziale anglistyki Uniwersytetu Strathclyde w Glasgow, następnie przeszła na emeryturę. Jej akademickie dziedziny badań to szkoccy pisarze oraz literatura szkockich wysp przybrzeżnych.
Odbyła rozległe wyprawy badawcze na Islandii, Grenlandii, półwyspie Labrador oraz w Stanach Zjednoczonych. Przez osiem lat mieszkała na Szetlandach. Jest matką dwójki dzieci.
Przed objęciem funkcji profesora w Glasgow w 2003 roku, Margaret Elphinstone pracowała w wielu miejscach, wykonując różne zawody. Niektóre ze swoich doświadczeń zawarła potem w książkach: 
- Islanders oparta na udziale autorki w pracach wykopaliskowych na szetlandzkiej wyspie Papa Stouri.
- Dwie książki ogrodnicze zainspirowane pracą autorki na stanowisku ogrodniczki w Galloway.
- Voyageurs powstała po rocznym pobycie na uniwersytecie Central Michigan University oraz przygodach kajakarskich na rzece Ottawa.

## Nagrody
- 1990 Scottish Arts Council Writer's Bursary
- 1991 Scottish Arts Council Travel Award za powieść The Sea Road
- 1993 Scottish Arts Council Writer's Bursary
- 1994 Scottish Arts Council Travel Award
- 1997 Scottish Arts Council Writer's Bursary za powieść Voyageurs
- 2000 Scottish Arts Council Writer's Bursary
- 2001 Scottish Arts Council Spring Book Award za powieść Hy Brasil